# Anabathmis newtonii

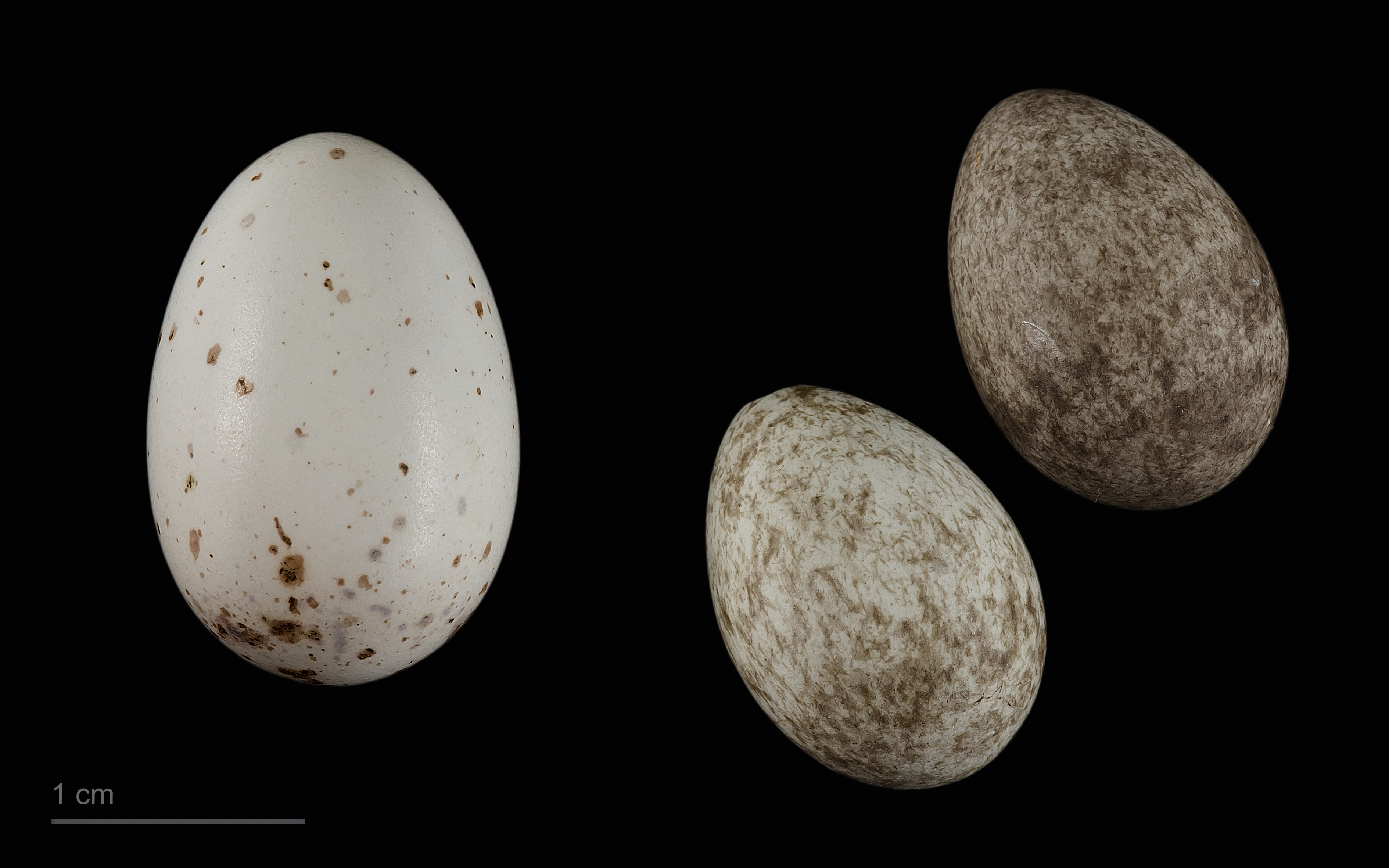
Chrysococcyx cupreus + Anabathmis newtonii

Anabathmis newtonii là một loài chim trong họ Nectariniidae. Chúng là loài đặc hữu của đảo São Tomé, và là một trong những loài chim hút mật có kích thước nhỏ nhất.